# Жарко Чабаркапа
Жарко Чабаркапа (Зрењанин, 21. мај 1981) је бивши српски кошаркаш. Играо је на позицији крилног центра.

## Клупска каријера
Кошарком је почео да се бави у родном Зрењанину, код тренера Радета Првулова. Касније прелази у Беопетрол у чијем дресу је као 17-годишњак дебитовао у сениорској кошарци. У лето 2001. године прелази у подгоричку Будућност. У дресу Будућности је током сезоне 2002/03. на 19 одиграних утакмица у ЈУБА лиги бележио просечно 14,6 поена и 4,7 скока док је у Евролиги на 13 одиграних сусрета бележио 11,6 поена и 4,8 скока по утакмици.
На НБА драфту 2003. као 17. пика изабрали су га Финикс санси. У првој НБА сезони због проблема са повредама је одиграо 49 утакмица за Финикс, а просечно је за 11,6 минута имао 4,1 поен и 2 скока по мечу. Наредну 2004/05. сезону је започео на листи повређених, а појавио се у тиму Финикса на само три утакмице пре него што је 3. јануара 2005. мењан у Голден Стејт вориорсе. У дресу Вориорса је одиграо 37 утакмица током сезоне 2004/05, и 61 утакмицу у сезони 2005/06. У сезони 2006/07. због повреде леђа није забележио ниједан наступ.
Након што му је на крају сезоне 2006/07. истекао уговор са Вориорсима, Чабаркапа је престао да игра кошарку у својој 26. години због проблема са повредама.
У децембру 2008. прикључио се тренинзима Будућности, а у јануару 2009. је потписао уговор са подгоричким клубом до краја сезоне. Своју прву утакмицу, након скоро три године неиграња, одиграо је 18. јануара 2009. у Подгорици против Цибоне. На терену је провео четири минута, и забележио два поена. До краја сезоне је одиграо још три утакмице у Јадранској лиги без запаженијег учинка. На крају сезоне се опростио од кошарке.

## Репрезентација
Чабаркапа је са универзитетском репрезентацијом СР Југославије освојио сребрну медаљу на летњој Универзијади 1999. године у Палма де Мајорци. Наредне 2000. године са младом репрезентацијом је играо на Европском првенству за играче до 20 година у Охриду где је освојено 5. место.
Деби на великим такмичењима у сениорској репрезентацији СР Југославије је имао код селектора Светислава Пешића на Светском првенству 2002. у Индијанаполису. Чабаркапа је на том првенству освојио златну медаљу, али је као најмлађи играч имао малу минутажу. Наредне 2003. године је добио позив селектора Душка Вујошевића за Европско првенство у Шведској, али је тај позив одбио како би се припремио за НБА лигу. Следеће 2004. године се одазвао позиву Жељка Обрадовића за Олимпијске игре у Атини. Ипак Чабаркапа није успео да уђе у коначних 12 играча који су отишли на ОИ, већ је заједно са Гораном Јеретином отпао у последњем скраћивању списка.
Није добијао позиве за ЕП 2005. и СП 2006. након чега је изјавио да ће прихватити позив новоформиране репрезентације Црне Горе. Чабаркапа се у јуну 2008. нашао на списку селектора Црне Горе Душка Вујошевића за премијерни меч против Босне и Херцеговине, а онда и квалификације за Б првенство Европе. Ипак Чабаркапа никад није заиграо за национални тим Црне Горе.